# Stolephorus chinensis
Stolephorus chinensis is een straalvinnige vis uit de familie van ansjovissen (Engraulidae) en behoort derhalve tot de orde van haringachtigen (Clupeiformes). De vis kan een lengte bereiken van 9 cm. 

## Leefomgeving
Stolephorus chinensis is een zoutwatervis. De vis prefereert een tropisch klimaat en leeft hoofdzakelijk in de Grote Oceaan.

## Relatie tot de mens
Stolephorus chinensis is voor de visserij van beperkt commercieel belang. In de hengelsport wordt er weinig op de vis gejaagd. 
Voor de mens is Stolephorus chinensis ongevaarlijk.